# NGC 280
NGC 280 (również PGC 3076 lub UGC 534) – galaktyka spiralna z poprzeczką (SB?), znajdująca się w gwiazdozbiorze Andromedy. Odkrył ją William Herschel 5 grudnia 1785 roku.